# Nyree Dawn Porter
Pour les articles homonymes, voir Porter.
Nyree Dawn Porter était une actrice britannique née le 22 janvier 1936 à Napier, (Nouvelle-Zélande), et morte le 10 avril 2001 à Londres, (Royaume-Uni).

## Biographie
Elle est surtout connue en France pour son rôle d'Irene dans la saga La Dynastie des Forsyte et de la comtesse Caroline di Contini dans la série policière Poigne de fer et séduction .
Elle fut pressentie pour tenir le rôle de Cathy Gale dans Chapeau melon et bottes de cuir avant que le choix des producteurs se porte sur Honor Blackman .

## Mort
Elle meurt d'une leucémie le 10 avril 2001 à 65 ans.

## Filmographie
- 1960 : Identity Unknown : Pam
- 1960 : Sentenced for Life : Betty Martin
- 1961 : The Man at the Carlton Tower : Mary Greer
- 1961 : Part-Time Wife : Jenny
- 1962 : Live Now - Pay Later : Marjorie Mason
- 1962 : L'Agent secret de Churchill (Operation Snatch) : W.R.A.C . Officer
- 1963 : Two Left Feet : Eileen
- 1963 : The Cracksman : Muriel
- 1964 : Le Saint (série télévisée) : Le Scorpion (saison 3 épisode 4) : Patsy Butler
- 1964 : Madame Bovary (série télévisée) : Emma Bovary
- 1964 : Judith Paris (feuilleton TV) : Judith Paris
- 1966 : The Liars (série télévisée)
- 1967 : La Dynastie des Forsyte (The Forsyte Saga) (feuilleton TV) : Irene Forsyte née Heron
- 1968 : Never a Cross Word (série télévisée) : Deirdre Baldock (I) (Series 1) (1968)
- 1970 : La Maison qui tue (The House That Dripped Blood) : Ann Norton (segment "Sweets to the Sweet")
- 1970 : Jane Eyre (TV) : Blanche Ingram
- 1971 : Hassan (TV)
- 1972-1973: Poigne de fer et séduction (série télévisée, 52 épisodes) (The Protectors): la comtesse Caroline Di Contini
- 1973 : Frissons d'outre-tombe (From Beyond the Grave) : Susan Warren (segment "The Elemental")
- 1974 : Ring Once for Death (TV) : Laura
- 1976 : Morir... dormir... tal vez soñar
- 1980 : The Martian Chronicles (feuilleton TV) : Alice Hathaway
- 1980 : For Maddie with Love (série télévisée)
- 1998 : Hilary et Jackie (Hilary and Jackie) : Dame Margot Fonteyn